# Nura Chalil Hamid
Nura Chalil Hamid (arab. نورا خليل حامد خليل; ur. 6 kwietnia 1991) – egipska zapaśniczka walcząca w stylu wolnym. Zdobyła trzy brązowe medale na mistrzostwach Afryki w latach 2011 - 2016.